# Roger Leiner
Roger Leiner (Wiltz, 2 februari 1955 – Ettelbruck, 29 december 2016) was een Luxemburgse stripauteur en cartoonist. Hij werkte vaak samen met scenarist Lucien Czuga en was vooral gekend vanwege zijn strip De Superjhemp.

## Levensloop
Leiner volgde basisonderwijs en secundair onderwijs in Diekirch waarna hij een opleiding beeldende kunst volgde aan de Université des Sciences humaines in het Franse Straatsburg. In 1979 ging Leiner aan de slag als ambtenaar bij het Luxemburgse Ministerie van Economie. Vanaf 1982 tekende hij ook cartoons voor de krant Lëtzebuerger Land. In 1986 stopte hij met zijn werkzaamheden bij het ministerie, om voltijds tekenaar te worden.
In datzelfde jaar ontmoette hij scenarist Lucien Czuga, die een tekenaar zocht voor een strip in het weekblad WeekEnd!, wat leidde tot de strip De Pechert. Vanaf 1987 maakten ze samen cartoons voor het tijdschrift Revue. In datzelfde tijdschrift verscheen vanaf 1989 hun strip Déiere-Rubrik en vanaf 1992 hun strip Leinereien mat Czugabe. Na voorpublicatie in Revue verschenen die strips ook in albumvorm bij verscheidene uitgeverijen. 
Van 1987 tot 2014 maakten ze ook samen de strip De Superjhemp, waarvan 29 albums zijn verschenen. Vervolgens maakten ze nog de spin-off De Littel Superjhemp, met korte verhalen die zich afspelen tijdens de kindertijd van het personage Superjhemp. Hiervan zijn twee albums verschenen in 2013 en 2016. 
Naast deze stripreeksen maakten ze ook enkele one-shots zoals De stolen A uit 1991, Jimmy uit 1992 en Vum Siggy bis bei d’City in 2013. Vervolgens maakten ze ook nog de strip Hot cuisine samen met Leiners zoon Joe. Deze strip verscheen bij de uitgeverij De Verlaach, die is opgericht door Leiner en Czuga.
In 1997 en 2001 tekende Leiner ook twee stripalbums op basis van een scenario van Robert Soisson. Hij maakte ook illustraties voor verscheidene boeken waaronder Grossherzoginsgeburtstag van Adrien Ries, Lut aus, Spott un van Jhemp Hoscheit en de reeks Sproochmates van Alain Atten. Verder animeerde hij mee voor de Atlantic Film Organization enkele korte animatiefilms en advertenties.
In 2015 ontvingen Leiner en Czuga de prijs Lëtzebuerger Buchpräis voor hun oeuvre.

## Privé
Leiner was getrouwd en had drie kinderen.